# Гильдуин (аббат Сен-Дени)
Гильдуин (Хильдуин; лат. Hilduinus, нем. Hilduin; около 775/785 — 22 ноября не ранее 859 и не позднее 861, Прюмское аббатство) — церковный деятель периода Каролингов; аббат Сен-Дени (814—840/841) и других монастырей; архиепископ Кёльна (842 — не позднее 850); глава придворной капеллы (819/822—830) и архиканцлер Франкской империи (844—855); агиограф и хронист; самый известный из своих тёзок.

## Биография

### Исторические источники
Гильдуин упоминается в целом ряде раннесредневековых исторических источников, в том числе, в «Анналах королевства франков», «Жизни императора Людовика» Астронома, «Истории в четырёх книгах» Нитгарда, «Хронике» Адемара Шабанского и сочинениях других франкских авторов.

### Ранние годы
Гильдуин родился в знатной франкской семье. Вероятно, это произошло около 775 или 785 года. В современных Гильдуину источниках сообщается только о том, что у него было три брата: Вульгрин, Бернар и Герольд. На основании ономастических данных предполагается, что они могли состоять в родстве с Герхардингами (или Матфридингами) и Герольдингами. Есть мнение, что Вульгрин может быть тождественен одноимённому графу Ангулема и Перигора. В этом случае, отцом Гильдуина был граф Удальрих. В некрологе из аббатства Сен-Жермен-де-Пре два других брата Гильдуина также наделены графскими титулами. Возможно, Гильдуин был племянником франкской королевы Хильдегарды и, таким образом, двоюродным братом императора Людовика I Благочестивого, что способствовало его вхождению в круг персон, наиболее приближённых к Каролингам.
Вероятно, ещё в молодости Гильдуин стал каноником, но до самого получения сана аббата так и не принял монашеского пострига. Он обучался под руководством Алкуина в Палатинской академии, где получил очень хорошее для своего времени образование (в том числе, Гильдуин славился среди современником своим знанием греческого языка). Среди его соучеников были Рабан Мавр и Луп Феррьерский, с которыми Гильдуин долгие годы поддерживал дружеские отношения. Позднее Гильдуин сам стал преподавать в монастырской школе, где его учеником был Гинкмар Реймсский, всю жизнь с большим уважением отзывавшийся о своём наставнике.

### Аббат Сен-Дени

Религиозные центры Франкской империи

Предполагается, что родственные связи Гильдуина с императорской семьёй способствовали тому, что в конце 814 года или начале 815 года он был избран настоятелем аббатства Сен-Дени, сменив в этой должности умершего Вальдо. Позднее под управление Гильдуина были переданы ещё несколько монастырей: Сен-Медар в Суасоне, Сен-Жермен в Париже и Сент-Уэн в Руане. Первое из них он получил в 822 году или 824 году, второе — в 819 году, став здесь преемником Ирминона.
Свою близость к Людовику I Благочестивому Гильдуин использовал во благо находившихся под его управлением монастырей. Так, уже через несколько дней после назначения аббатом он получил от императора подтверждение всех владений и привилегий, данных предыдущими франкскими монархами Сен-Дени. В том числе, было подтверждено право монастыря ежегодно проводить ярмарку, приносившую обители большие доходы.
В июле 818 года по пути в Бретань Людовик I Благочестивый посетил Сен-Дени. Об оказанном здесь императору торжественном приёме известно из сообщения Эрмольда Нигелла. Тогда же Людовик Благочестивый повелел Гильдуину сопровождать себя в этом походе. С того времени аббат Сен-Дени стал одной из наиболее приближённых к императору персон. В 819 или 822 году Людовик Благочестивый назначил Гильдуина придворным архикапелланом и главой императорской капеллы. В этой должности он сменил умершего 3 сентября 818 года архиепископа Хильдебольда Кёльнского. С тех пор Гильдуин проводил бо́льшую часть времени ни в своих монастырях, а при императорском дворе в Ахене. Его главным помощником в управлении капеллой был Гинкмар Реймсский. Среди обязанностей Гильдуина как архикапеллана было принятие обращённых к монарху прошений, рассмотрение законности этих просьб и представление этих документов императору. Также в обязанности архикапеллана входило и хранение королевской печати правителя франков.
Гильдуин был сторонником сохранения единства Франкской империи Карла Великого. Так, ещё в 817 году будучи одним из составителей «Ordinatio imperii», он содействовал внесению в документ пунктов о подчинении младших сыновей Людовика I Благочестивого верховной власти их старшего брата, императора Лотаря I.
При Гильдуине школа при аббатстве Сен-Дени была одним из наиболее хорошо организованных образовательных учреждений Франкской империи. Среди её преподавателей того времени были Дунгал из Боббио и Отфрид Вейсенбургский. При аббатстве существовала обширная библиотека и работал скрипторий, где Гильдуин лично «заботился о точном изготовлении рукописей». Будучи настоятелем Сен-Дени, он приложил много усилий для укрепления среди монахов церковной дисциплины и в результате смог искоренить многочисленные злоупотребления, существовавшие в обители при его преемниках.
В 824 году Гильдуин сопровождал принца Лотаря в Рим. Здесь он участвовал в разрешении спора, возникшего при избрании папой Евгения II, а также был одним из составителей «Constitutio Romana». От этого папы римского Гильдуин в 826 году получил в дар реликвии святого Себастьяна и передал их аббатству Сен-Медар. Этой же обители он передал и полученные от Евгения II мощи папы Григория I Великого. Современник Гильдуина, автор «Жизни императора Людовика», восторженно описал эти события: «Когда они [мощи] находились там, Бог ради их прибытия даровал смертным столько добра, что это превзошло всякое множество. Ведь суть веры пребудет в том, что ушам следует верить в то, в чём убеждают, и надо не бороться с велением свыше, но верить в то, что возможно всё».
В 825 году Гильдуин участвовал в церковном соборе в Париже, на котором от имени императора приветствовал послов византийского императора Михаила II Травла.
В июне 826 года Гильдуин участвовал в торжественной церемонии крещения короля данов Харальда Клака в аббатстве Святого Альбана вблизи Майнца. Описавший её Эрмольд Нигелл особо подчёркивал важность участия в крещении трёх персон: крёстного отца новообращённого, императора Лотаря I Благочестивого, архикапеллана Гильдуина и архиканцлера Элизахара.
В 827 году Михаил II Травл прислал франкскому духовенству приписывавшееся Дионисию Ареопагиту собрание сочинений «Ареопагитики». Вскоре они были переведёны Гильдуином и Гинкмаром Реймсским с греческого языка на латынь. Однако этот перевод был неудачным и в Средневековье большее распространение получил перевод, сделанный Иоанном Скотом Эриугеной.
Во второй половине 820-х годов Гильдуин провёл реформу аббатства Сен-Жермен-де-Пре. Искореняя имевшиеся там нарушения церковной дисциплины, он повелел ограничить число братии обители ста двадцатью монахами. Эта реформа была одобрена Людовиком I Благочестивым. В данном 13 января 829 года императором по этому случаю документе подробно описаны не только новые порядки в аббатстве, но и указано количество продовольствия, которое каждый из монахов должен был получать на своё содержание.
По ходатайству Гильдуина в 829 году Людовик I Благочестивый назначил наставником принца Карла Валафрида Страбона, друга и ученика аббата Сен-Дени. В том же году Гильдуину императором было поручено возглавлять торжественную процессию, посвящённую установке в Ахене на постамент статуи Теодориха Великого, ещё в 801 году привезённой Карлом Великим из Равенны.
10 августа 830 года император Людовик I Благочестивый по просьбе Гильдуина дал хартию, в которой запретил приближённым короля Пипина I посягать на собственность в аквитанских владениях аббатства Сен-Дени.
Когда в 830 году во Франкском государстве начался вооружённый конфликт между Людовиком I Благочестивым и его сыновьями Лотарем I, Пипином I и Людовиком II Немецким, Гильдуин поддержал врагов императора. Вероятно, это решение было вызвано отказом Людовика Благочестивого от утверждённых «Ordinatio imperii» норм и желанием того провести новый раздел государства за счёт Лотаря I, будущего правителя Франкской империи. За это на встрече с Людовиком Благочестивым в Неймегене Гильдуину было объявлено об опале, а на государственной ассамблее 2 февраля 831 года он был лишён всех своих должностей и монастырей. Под охраной Гильдуин был сослан сначала в Падерборн, а затем в Корвейское аббатство. Настоятель этой обители Варин I любезно принял арестанта, за что Гильдуин 17 марта 836 году подарил его монастырю мощи святого Вита, ставшие наиболее почитаемой реликвией этого аббатства. Благодаря ходатайству Гинкмара Реймсского и других своих друзей при императорском дворе, ещё в том же году Гильдуин смог возвратить расположение Людовика I Благочестивого и снова получить сан настоятеля аббатств Сен-Дени и Сен-Жермен. Однако он не смог возвратить контроль над аббатствами Сен-Медар, где новым настоятелем стал епископ Ротад Суасонский, и Сент-Уэн. Также ему не была возвращена и должность архикапеллана, переданная по разным данным или Батурику из Фульдского монастыря, или аббату Жюмьежа Фульку, или епископу Меца Дрого.

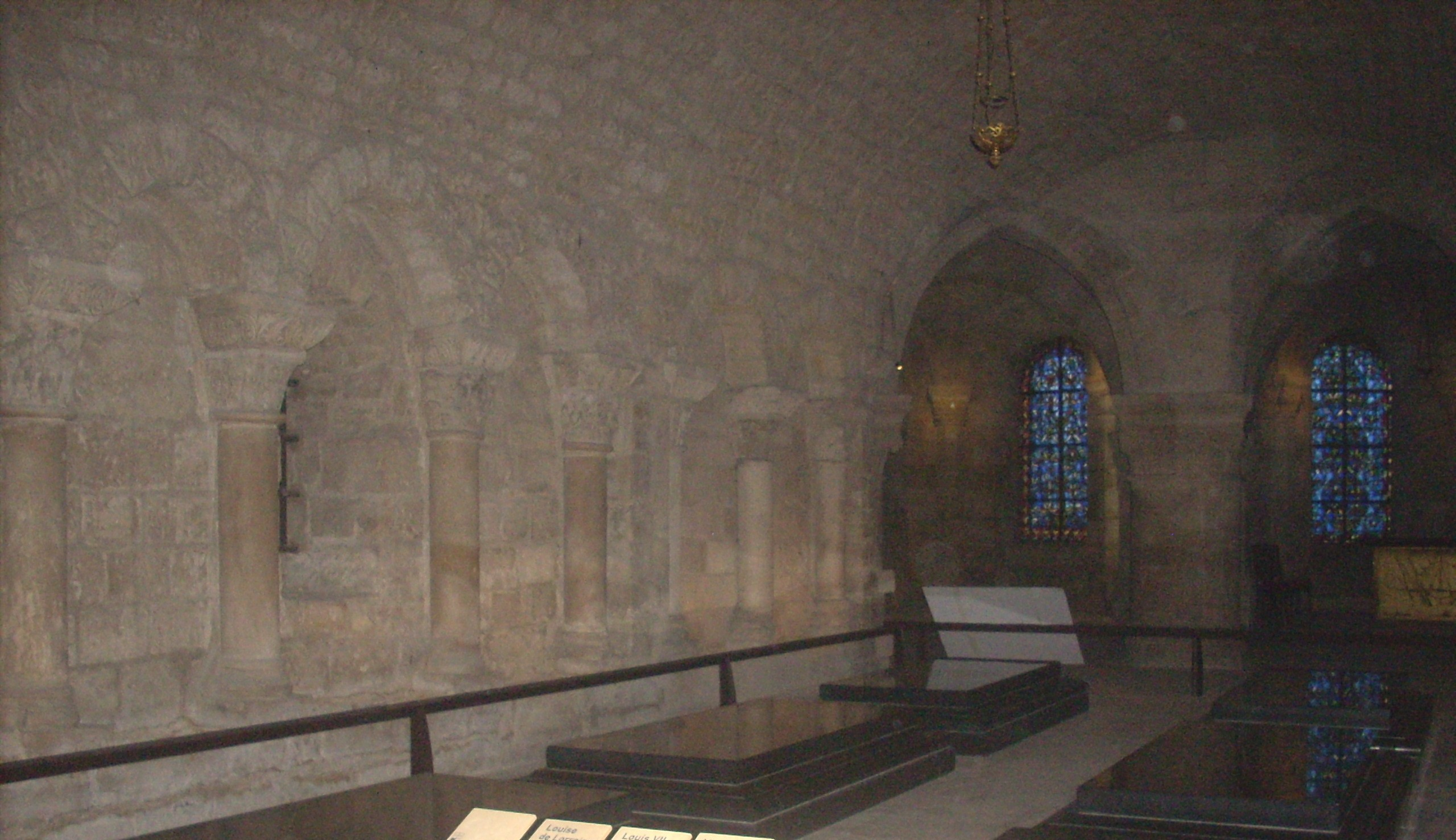
Часовня Гильдуина в крипте базилики Сен-Дени (839 год)

Отстранение от государственных дел позволило Гильдуину уделять больше внимания нуждам вверенных ему монастырей, и уже в 832 году он провёл в Сен-Дени реформу монастырского устава, введя для монахов бенедиктинские правила. Тогда же в аббатстве были установлены обычаи подобные тем, какие ранее были введены Гильдуином в Сен-Жермен-де-Пре. Эти преобразования стали важными событиями в церковной жизни Франкского государства того времени. В торжественной церемонии, проведённой 22 января по поводу подписания документа о реформе (лат. Constitutio de partitione bonorum monasterii Sancti Dionysii), приняли участие несколько наиболее влиятельных иерархов, в том числе три митрополита: Альдрик Сансский, Эббон Реймсский и Отгар Майнцский. 26 августа того же года реформу Сен-Дени одобрил Людовик I Благочестивый. Вдохновясь существовавшими в римском соборе Святого Петра обычаями, Гильдуин ввёл у гробницы святого Дионисия Парижского круглосуточные бдения, сопровождавшиеся пением священных гимнов и молитв.
На Рождество Христово 833 года Гильдуин участвовал Кёльне в переговорах Людовика I Благочестивого и его сына Людовика II Немецкого. Точно не известно, кого тогда поддерживал Гильдуин: скорее всего, императора, так как он сохранил оба свои аббатства. Во франкских анналах сообщается, что аббатство Сен-Дени было избрано местом содержания под стражей Людовика I Благочестивого и его малолетнего сына Карла. В этой же обители 1 марта 834 года произошло восстановление власти императора над государством.
В конце 834 года или начале 835 года Людовик I Благочестивый поручил Гильдуину написать житие Дионисия Парижского. Император советовал аббату включить в текст всё то, что тот обнаружит в архивах кафедрального собора Парижа и аббатства Сен-Дени, а также в известных Гильдуину греческих рукописях и в рассказе о чудесном исцелении папы римского Стефана после молитв этому святому. Гильдуин же в качестве основного источника информации использовал переведённые им «Ареопагитики». В своём труде «Мученичество святого Дионисия» (лат. Passio Sancti Dionysii) Гильдуин отождествил Дионисия Парижского с Дионисием Ареопагитом. Благодаря Гильдуину такая идентификация этих персон стала широко популярна в Средневековье, и только стараниями Ж. Ш. Л. де Сисмонди это мнение было признано полностью ошибочным.
Гильдуин (наряду с Гинкмаром Реймсским) упоминается как возможный автор «Деяний Дагоберта». Также возможно участие Гильдуина в составлении ведшихся при императорском дворе «Анналов королевства франков»: ему приписывается авторство части этого источника, описывающей события 821—829 годов. Гильдуину также приписывается авторство «Мученичества святых отца Корнелия и Киприана» (лат. Passio SS. Cornelii papae et Cypriani) и «[Книги о] постановлениях синода» (лат. Libellus synodalis) с изложением канонов Парижского собора 829 года. Однако достоверных подтверждений, что эти сочинения написал именно Гильдуин, нет.
Известно об активной переписке Гильдуина с другими представителями Каролингского возрождения. Многие из них, в том числе, Рабан Мавр, Луп Феррьерский, Агобард, Флор Лионский и Седулий Скот, очень высоко отзывались о деятельность Гильдуина: как церковной, так и государственной. Валафрид Страбон написал о Гильдуине поэму (лат. Hiltuuino seniori), в которой выражал огромную благодарность своему учителю за всё, что тот для него сделал. Эрментарий из Нуармутье посвятил Гильдуину написанный им труд «Чудеса святого Филиберта». Рабан Мавр просил у известного своей любовью к книгам Гильдуина переслать ему очень редкую рукопись: «Комментарии на „Книгу царств“».
После выделения Людовиком I Благочестивый владений Карлу II Лысому, Гильдуин в 837 году был вынужден принести клятву верности этому сыну императора. Однако после смерти Людовика Благочестивого 20 июня 840 года он поддержал Лотаря I в конфликте того с братьями. По свидетельству Нитгарда, соратником Гильдуина в этом был граф Парижа Жерар II. Так как все их владения оказались в Западно-Франкском королевстве Карла II Лысого, они в ноябре того же или следующего года этим правителем были их лишены. Гильдуина в Сен-Дени сменил Людовик Мэнский (впервые тот был назван аббатом этой обители в документе от 6 ноября 841 год), в Сен-Жермен-де-Пре — архикапеллан и епископ Пуатье Эброин.
О деятельности Гильдуина во время войны трёх братьев известно очень немного. В письме к аббату Феррьера Лупу упоминается, что из-за угрозы захвата Руана сторонниками Карла II Лысого Гильдуин отослал к своему другу реликвии из монастыря Святого Уэна на сохранение.

### Архиепископ Кёльна

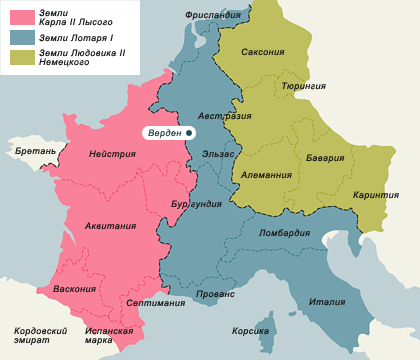
Раздел земель Франкской империи по Верденскому договору 843 года

Существует мнение, что Гильдуин умер не позднее 844 года (возможно, уже 22 ноября 841 года). Это мнение основано на том, что с того времени аббат Гильдуин пропадает из анналов и других нарративных источников франкской эпохи. Однако вскоре в юридических документах начинает упоминаться «бывший архикапеллан Гильдуин», который в 840—850-х годах занимал должности архиепископа Кёльна и архиканцлера императора Лотаря I. Так как кроме аббата Сен-Дени других архиканцлеров с таким именем не известно, часть исследователей отождествляет обе эти персоны.
Возможно, что лишившись всех своих должностей во владениях Карла II Лысого, Гильдуин перебрался в Средне-Франкское государство императора Лотаря I. Благодаря покровительству этого монарха, в 842 году Гильдуин смог получить сан главы Кёльнской архиепархии. После смерти в 841 году Хадебальда новым архиепископом стал его племянник Лиутберт, сторонник Людовика II Немецкого. Однако по повелению Лотаря I тот был смещён и его место занял Гильдуин. Предполагается, что получение им сана не было поддержано клиром, так как в составленном при Виллиберте списке кёльнских архиепископов Гильдуин не упоминается. В «Житии Ансгара» Римберта также сообщается, что после смерти Хадебальда кёльнская кафедра долгое время была вакантной. Также отсутствуют какие-либо свидетельства о рукоположении Гильдуина в архиепископский сан: в современных ему документах он упоминается как «[управляющий] вакантной кафедрой» (лат. archiepiscopus vocatus). В том числе, так он назван в хартии Лотаря I от 3 января 848 года. Лишившийся кафедры Лиутберт покинул владения Лотаря I и нашёл приют в Восточно-Франкском государстве. По крайней мере до 848 года он пытался возвратить себе власть над Кёльнской архиепархией и даже при покровительстве Людовика II Немецкого управлять той её частью, которая находилась на территории Восточно-Франкского королевства.
16 июня 842 года в Трире Гильдуин участвовал во встрече Лотаря I с послами византийского императора Феофила. Возможно, как человек, хорошо знавший греческий язык, он был переводчиком во время переговоров о военном союзе между франками и византийцами против арабов. Вероятно по этому же в том же году Гильдуин был отправлен Лотарем I в Константинополь. Сюда франкские послы прибыли в конце года, но Феофил умер 20 января 843 года и власть в Византии перешла к его малолетнему сыну Михаилу III, за которого правила мать Феодора. Хотя императрица-регент и положительно отнеслась к идее заключить брак между принцем Людовиком и одной из византийских принцесс, эта идея так и не была осуществлена.
После возвращения из Константинополя, не позднее 17 февраля 844 года Гильдуин получил должность императорского канцлера. Он занимал её до отречения Лотаря I 19 сентября 855 года. Благодаря императору, в 850 году Гильдуин получил сан аббата монастыря Боббио, которым управлял до 859 года. От этого же монарха он получил для ряд привилегий для своей обители. Об этом сообщается в данной 7 октября 860 года хартии Людовика II аббату Амальрику, ставшему преемником Гильдуина.
Несмотря на отсутствие интронизации, Гильдуин, вероятно, был признан духовенством Средне-Франкского государства законным главой Кёльнской епархии. В этом качестве он в 848 году протестовал против решения синода в Майнце о подчинении Бременской епархии Гамбургской митрополии, но так и не сумел сохранить Бремен в числе кёльнских суффраганов.
Спор о преемственности власти в Кёльнском архиепископстве был улажен не позднее апреля 850 года. Тогда между Лотарем I и Людовиком II Немецким было заключено соглашение, по которому Гильдуин был лишён архиепископского сана, новым главой архиепархии избран его племянник Гюнтер, а Лиутберт получил в управление Мюнстерскую епархию.
Возможно, после своей отставки с государственной службы в 855 году Гильдуин удалился в Прюмское аббатство, где и умер. Также существует мнение, отождествляющее Гильдуина с его тёзкой, аббатом монастыря Святого Мартина в Туре, но, скорее всего, это мнение ошибочно.
Год смерти Гильдуина неизвестнен. Он ещё был жив 29 мая 859 года, когда в письме к Лупу Феррьерскому выражал глубокую скорбь в связи со смертью несколько лет назад аббата Прюма Маркварда. Возможно, Гильдуин скончался не ранее 859 года и не позднее 861 года, так как в хартии Карла II Лысого от 19 сентября 862 года он упоминался как уже умерший. В литаниях Прюмского монастыря и некрологе из аббатства Святого Германа в Париже упоминается день кончины Гильдуина — 22 ноября.
По мнению Г. Гёттинга, в честь Гильдуина был назван город Хильдесхайм (лат. Hilduinesheim).
Труды Гильдуина опубликованы в «Patrologia Latina», а письма — в «Monumenta Germaniae Historica».

## Комментарии
1. ↑  Первоначально должность Гильдуина официально называлась «верховный капеллан священной палаты» (лат. summus capellanus sacri palatii). Однако с 825 года в документах стал использоваться только термин «архикапеллан» (лат. archicapellanus). Такое название этой должности сохранилось до самого конца её существования[19][20].
2. ↑  По мнению Й. Флекенштейна[англ.], аббат Сен-Дени Гильдуин и одноимённый архиепископ Кёльна были близкими родственниками[4].